# (23990) Springsteen
(23990) Springsteen ist ein Asteroid des inneren Hauptgürtels, der am 4. September 1999 vom britischen Astronomen Ian P. Griffin mit dem Edith-Winstone-Blackwell-Teleskop, einem 50-cm-Cassegrain-Teleskop, am Auckland Observatory im Cornwall Park in Auckland, Neuseeland (IAU-Code 467) entdeckt wurde. Die Sternwarte heißt inzwischen Stardome Observatory. Eine unbestätigte Sichtung des Asteroiden hatte es schon 1960 mit der vorläufigen Bezeichnung 9536 P-L im Rahmen des Palomar-Leiden-Surveys gegeben.
Mittlere Sonnenentfernung (große Halbachse), Exzentrizität und Neigung der Bahnebene des Asteroiden ähneln den Bahndaten der Mitglieder der Flora-Familie, einer großen Gruppe von Asteroiden, die nach (8) Flora benannt ist. Asteroiden dieser Familie bewegen sich in einer Bahnresonanz von 4:9 mit dem Planeten Mars um die Sonne. Die Gruppe wird auch Ariadne-Familie genannt, nach dem Asteroiden (43) Ariadne.
(23990) Springsteen wurde am 5. Juli 2001 nach dem US-amerikanischen Musiker Bruce Springsteen benannt. Ian P. Griffin ist ein Bruce-Springsteen-Fan. Während der Entdeckung des Asteroiden hatten die Astronomen im Observatorium Springsteens Album The Ghost of Tom Joad gehört.